# Faton Toski
Faton Toski (ur. 17 lutego 1987 w Gnjilane) – kosowski piłkarz występujący na pozycji pomocnika.
W latach 2005–2006 występował w reprezentacji Niemiec U-19.